# Savina, Ljubno
Savina este o localitate din comuna Ljubno, Slovenia, cu o populație de 214 locuitori.